# Saints Row IV
Saints Row IV este un joc de comedie- acțiune-aventură, dezvoltat de Volition și publicat de Deep Silver. A fost lansat pentru Microsoft Windows, PlayStation 3 și Xbox 360. Este al patrulea joc din  seria Saints Row,  după lansarea lui Saints Row: The Third în 2011. Ca și în titlurile precedente, jucătorul preia controlul liderului găștii the Saints, care acum a devenit Președintele Statelor Unite ale Americii, și care încearcă să-și salveze colegii de răufăcătorul Zinyak.

## Povestea
Liderul The Saints după ce oprește o rachetă să explodeze,caștigă adorația Americii și devine președintele acesteia.În timpul în care acesta avea un discurs este averitzat de mai multe ori asupra unui atac al extratereștrilor în care refuză să creadă. În momentul în care ajunge să-și tină discursul extratereștrii atacă sub conducerea lui Zinyak (conducător al planetei și populației Zin) care răpeste oamenii, inclusiv echipa liderului The Saints (Kinzie Kensington, Pierce Washington, Benjamin King, Shaundi, Johnny Gat, Mat Miller, Asha Odekar, Keith David) și distruge o parte din Casa Albă.
Acesta se află acum la lupta corp la corp cu Zinyak.Zinyak trișeaza și il trimite pe Președinte într-o lume virtuala, simulată în care Zinyak este rege (Simulation 31, traducere: Simularea 31) unde i se promite că dacă va încerca să evadeze planeta sa va avea de suferit. După ce cu ajutorul lui Keith David și al Kinzie Kesington iese din simulare și evadeaza de pe nava mamă al lui Zinyak, planeta explodeayă ei fiind contactați de Zinyak care îi spune președintelui ca a încălcat regula impusă.
Președintele din dorința de razbunare, reunește echipa aflată și ea captivă pe nava lui Zinyak și totodata într-o simulare personala.Odată reuniți aceștia pornesc spre nava mamă al lui Zinyak.
Lupta finală se dă astfel între Președinte și Zinyak unde Zinyak trișează dar este învins în cele din urmă de Președinte care devine rege peste regatul condus înainte de Zinyak.

## Simulation 31
Simulation 31 (română Simularea 31) este un program de realitate-virtuală (asemănator cu cel din Matrix) în care oricine intră poate avea puteri supra-omenești și poate încălca legile fizicii.Conectarea dintre realitate și Simulation 31 se face printr-un scaun fără niciun fel de fir (wireless comparativ cu Matrix). Simularea 31 este distrusă în povestea propriu zisă dar activă în „Free-roam”. Distrugerea sa se face prin supra-încarcarea sistemului cu diferite comenzi necunoscute în scrierea funcționării Simulării 31. Jucătorul poate observa că in timpul misiuni finale la supra-încarcarea Simularii noaptea (care până atunci domina tot jocul) este schimbată în zi iar pe măsură ce datele sunt distruse, încep a aparea multiple erori de grafică pana la crash-ul final care distruge simularea definitiv (apare un comand-prompt ce încarca câteva erori). Pe perioada luptei finale în costumul de apărare al Președintelui apar puterile obținute în Simularea 31.
Simularea 31 se bazează pe cele mai mari temeri ale persoanei respective.

## Personajele
Următoarele personaje apar în Saints Row IV:
- The Boss:
  - Troy Baker ca Male Voice 1
  - Kenn Michael ca Male Voice 2
  - Robin Atkin Downes ca Male Voice 3
  - Laura Bailey ca Female Voice 1
  - Sumalee Montano ca Female Voice 2
  - Diane Michelle ca Female Voice 3
  - Nolan North ca Nolan North Voice
- Daniel Dae Kim ca Johnny Gat[31]
- Danielle Nicolet ca Shaundi
- Arif S. Kinchen ca Pierce Washington
- Yuri Lowenthal ca Matt Miller and Professor Genki
- Terry Crews ca Benjamin King
- Natalie Lander ca Kinzie Kensington
- Rebecca Riedy ca Asha Odekar
- Keith David ca himself and Julius Little
- JB Blanc ca Zinyak, Zinjai and Phillipe Loren
- Michael Yurchak ca CID
- Neil Patrick Harris ca Veteran Child
- Jennifer Jules Hart ca Young Shaundi
- Tim Thomerson and Richard Epcar ca Cyrus Temple
- Andrew Bowen ca Josh Birk / NyteBlayde
- Ursula Taherian ca Tanya Winters
- TC Carson ca Anthony Green
- Ogie Banks ca Warren Williams
- Michael Dorn ca Maero
- Mike Carlucci ca Zach
- Rob Van Dam ca Bobby
- Roddy Piper ca himself
- Mark Allan Stewart ca Oleg Kirlov
- Eden Riegel ca Jane Austen
- Christopher Daniels ca Tommy Macher
- Lauri Hendler ca Jane Valderama
- Phil Morris ca Mr. Sunshine
- Andrew Kishino ca Donnie
- Alex Désert ca Zimos

## DLC-uri
- Preorder DLC
- Commander-In-Chief Pack
- Volition Comics Pack
- The Rectifier
- The Executive Privilege Pack
- Team Fortress 2 Pack
- Brady Games Pack
- Grass Roots Pack
- Presidential Pack
- Dubstep Expansion Pack
- GAT V Pack
- Wild West Pack
- Enter The Dominatrix
- The Super Saints Pack
- Pirate's Booty Pack
- Thank You Pack
- Element of Destruction Pack
- Zinyak Attack Pack
- Hey Ash, Whatcha Playin'? Pack
- How the Saints Save Christmas Pack
- Anime Pack
- Stone Age Pack
- Child's Play Pack
- Bling Power Element
- Reverse Cosplay Pack
- Game On Pack
- College Daze Pack
- Weapon - The Polarizer
- Grass Roots 'merica